# Matts Kankkonen

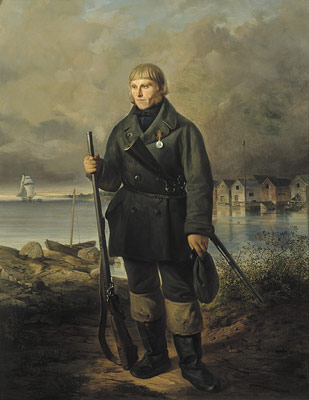
Porträtt av Matts Kankkonen.

Matts Gustafsson Kankkonen, född 1814 på Eiros hemman i Rödsö, Storfurstendömet Finland, död 16 juli 1899,  utmärkte sig i striderna vid Halkokari 1854. Med anledning därav kallades han till kejsaren, som tilldelade honom en orden och befallde konstnären Wladimir Swertschkoff att måla hans porträtt. Det hänger numera i presidentens slott i Helsingfors. 
Porträttet av Kankkonen är målat i helfigur och Kankkonen hade på sig de kläder han bar i striden vid Halkokari. Han håller i högra handen ett gevär och har en annan bössa hängande vid gehänget på vänstra sidan. Konstnären har därmed velat få fram att Kankkonen använde fler gevär i striden än ett. Lektor Jussi Björk har två av dessa gevär och häradsdomaren Herman Finilä också åtminstone ett sådant.
Swertschkoff målade två tavlor föreställande det ögonblick, då de första skotten avlossades utanför Gamlakarleby mot den engelska barkassen. Tavlorna har reproducerats i stentryck med svensk och ryska text inunder. 
Om Matts Kankkonens inställning till träffningen vid Halkokari berättas det, att han gick frivilligt ut, han var inte kallad. Han var känd för att vara en god skytt. Kommen till Halkokari, ställde han sig bakom ett av magasinerna och såg, då en engelsk officer steg upp i barkassen, tände sin cigarett och han skall ha hört, när officern sade: "inom 1 timme skall staden vara i brand". Just i det ögonblicket avfyrade Matts Kankkonen sitt skott och officeren föll. Matts Kankkonen fortsatte och andra engelsmän stupade eller föll överbord och barkassen blev mycket sönderskjuten.
Matts Kankkonen var gift med Anna Stina Persdotter Sipola, född 4 april 1817, död 25 augusti 1895[när?], dotter till bonden Per Johansson Sipola och Maria Andersdotter.